# 茱蒂·哈樂黛
茱蒂·哈樂黛（英語：Judy Holliday，1921年6月21日—1965年6月7日），美國女演員，曾獲奥斯卡最佳女主角奖与金球奖最佳音樂及喜劇類電影女主角。

## 生平
茱蒂·哈樂黛是家中独生女，出生时名为朱迪思·图维姆（Judith Tuvim）她们家是从俄国移民到纽约的犹太人。1938年她以全班第一的成绩高中毕业，本来她想考入耶鲁大学戏剧学院但因为年龄太小而作罢，后来她在奧森·威爾斯的水星剧院找了个电话话务员的工作。当年晚些时候，一家夜总会的老板邀请她尝试写写剧本和歌词，后来连同哈樂黛在内的五名剧作家组成了名为Revuer的团体，他们还曾经于1940年在NBC广播台播放过自己的电台节目。1943年，20世纪福克斯公司向他们提供了临时合同，这家公司还要求茱蒂·哈樂黛改名，而她原来的姓氏Tuvim正是希伯来语中假日（英文：Holliday）的意思，所以她的艺名就成了Judy Holliday。1944年哈樂黛同福克斯公司签订了一份为期7年的合同，在拍摄两部反应平平的电影后福克斯公司解除了同她的合同，哈樂黛前往纽约参加了在百老汇的演出。1946年2月，一出名为《絳帳海棠春》的舞台剧原本计划由珍·亚瑟担任女主演，然而由于亚瑟生了病而临时换上了茱蒂·哈樂黛，茱蒂·哈樂黛不得不在三天之内学习剧本。结果后来茱蒂·哈樂黛将这出戏反复演了三年，1948年哥伦比亚电影公司买下这出戏剧的电影改编权。茱蒂·哈樂黛在电影中同样担当女主角，凭借这部影片她获得了奥斯卡和金球奖的最佳女主角奖。
茱蒂·哈樂黛曾在1950年时被联邦调查局指控为共产党员，虽然3个月后联邦调查局找不出来什么证据，她后来也得以继续出演电影，但是广播和电视业一直到1952年才将她移出黑名单。1965年， 茱蒂·哈樂黛因乳腺癌而去世，去世时不过43岁。

## 演出
- 《絳帳海棠春》（Born Yesterday）